# 御浜町立阿田和小学校
御浜町立阿田和小学校（みはまちょうりつ あたわしょうがっこう）は、三重県南牟婁郡御浜町大字阿田和にある公立小学校。卒業生は基本的に御浜町立阿田和中学校へ進学する。2007年から三重県立紀南高等学校・御浜町立阿田和中学校と合同で地域の清掃活動に取り組んでいる。

## 沿革
- 1873年（明治6年） - 阿田和学校として開校[2]。
- 1880年（明治13年） - 養真学校に改称[2]。
- 1892年（明治25年） - 養真尋常小学校が引作・柿原の両尋常小学校を統合[2]。
- 1892年（明治25年） - 養真尋常小学校が引作・柿原の両尋常小学校を統合[2]。
- 1898年（明治31年） - 高等科を併置し、養真尋常高等小学校となる[2]。
- 1941年（昭和16年）4月1日 - 国民学校令により阿田和国民学校と改称。
- 1947年（昭和22年）4月1日 - 三重県南牟婁郡阿田和小学校と改称。
- 1958年（昭和33年）9月1日 - 町村合併により御浜町立阿田和小学校と改称。
- 1964年（昭和39年）9月15日 - 校歌制定(作詞者:若林 芳樹 作曲:鈴木 寛)。
- 1969年（昭和44年）4月1日 - 中立小学校を統合する。
- 1970年（昭和45年）7月31日 - 現在地に鉄筋3階校舎が完成。
- 1971年（昭和46年）7月22日 - 運動場東側にプールを新設。
- 1972年（昭和47年）2月8日 - 体育館落成式を挙行。
- 2007年（平成19年）3月18日 - 耐震・大規模修繕工事終了。
- 2010年（平成22年）12月 - 体育館耐震補強改修・校舎部分改修工事終了。

（阿田和小学校 学校治革史概要から引用）

## 通学区域
すべて南牟婁郡御浜町内
- 阿田和
- 引作
- 柿原
- 中立
- 西原

## 周辺
- 御浜町立阿田和中学校
- 三重県立紀南高等学校
- 阿田和郵便局
- 国道42号
- 七里御浜
- 道の駅パーク七里御浜
- 尾呂志川
  - 広野川

## 交通
- JR紀勢本線 阿田和駅から南へ1km
- 三重交通 阿田和バス停にて下車
- 三重県道62号御浜紀和線沿い